# Le Bignon-Mirabeau
Le Bignon-Mirabeau település Franciaországban, Loiret megyében. Lakosainak száma 307 fő (2022. január 1.). Le Bignon-Mirabeau Bazoches-sur-le-Betz, Jouy, Chevry-sous-le-Bignon, Pers-en-Gâtinais, Rozoy-le-Vieil és Égreville községekkel határos.

## Népesség
A település népességének változása:
| Lakosok száma | 236  | 198  | 197  | 261  | 322  | 324  | 323  | 317  | 316  | 307  |
|               | 1968 | 1982 | 1990 | 2006 | 2013 | 2015 | 2017 | 2019 | 2020 | 2022 |